# Janeil Craigg
Janeil Craigg (ur. 29 marca 1994) – barbadoski lekkoatleta specjalizujący się w rzucie oszczepem. 
W 2013 zdobył srebro mistrzostw panamerykańskich juniorów. W 2016 sięgnął po brąz młodzieżowego czempionatu strefy NACAC.
Stawał na podium CARIFTA Games. Złoty medalista mistrzostw Barbadosu.
Rekord życiowy: 78,71 (8 kwietnia 2017, Saint George’s) rekord Barbadosu.

## Osiągnięcia
| Rok  | Impreza                                           | Miejsce      | Lokata            | Wynik |
| ---- | ------------------------------------------------- | ------------ | ----------------- | ----- |
| 2012 | Mistrzostwa Ameryki Środkowej i Karaibów Juniorów | San Salvador | 4. miejsce        | 68,13 |
| 2012 | Mistrzostwa świata juniorów                       | Barcelona    | el. – 26. miejsce | 66,10 |
| 2013 | Mistrzostwa panamerykańskie juniorów              | Medellín     | 2. miejsce        | 69,38 |
| 2016 | Młodzieżowe mistrzostwa NACAC                     | San Salvador | 3. miejsce        | 75,62 |